# Счётчиков, Георгий Семёнович
Георгий Семёнович Счётчиков (17 апреля 1908 — 9 октября 1977) — советский военный и государственный деятель, генерал-полковник авиации (22.2.1963). Участник Великой Отечественной войны.

## Биография
Родился в деревне Никитинка (ныне — Никитинское сельское поселение, Холм-Жирковский район, Смоленской области, Россия). Русский.

### Военная служба
В сентябре 1927 года был призван в РККА и направлен на учёбу в Военно-теоретическую школу ВВС РККА. После прохождения теоретического курса в июне 1928 года переведен в 3-ю военную школу лётчиков и лётнабов им. К. Е. Ворошилова. В декабре 1929 года окончил последнюю и направлен в город Витебск на должность младшего лётчика 22-й авиаэскадрильи ВВС БВО. С декабря 1930 года проходил службу в 7-й авиаэскадрилье в должностях командира звена и начальника штаба эскадрильи.
В июле 1932 года переведен в 9-ю военную школу лётчиков и лётнабов ВВС РККА в город Харьков, где был инструктором-лётчиком 1-го разряда, командиром звена и отряда.
С января 1934 года командовал авиаотрядом в 13-й лёгкой штурмовой авиаэскадрилье ВВС УВО в городе Киеве.
25 мая 1936 года за успехи в учебной и боевой подготовке награждён орденом «Знак Почета».
В августе 1936 года старший лейтенант Счётчиков назначен командиром 85-го авиаотряда ВВС КВО в город Киев. В июне 1937 г. отряд переведен в город Белая Церковь, где вошел в состав 13-го стрелкового корпуса и был переименован в 13-й корпусной авиаотряд.
В июне 1938 года Счётчиков назначен командиром 47-й разведывательной авиаэскадрильи. Затем проходил службу начальником 21-го бригадного района и командиром 41-й разведывательной авиаэскадрильи КОВО. В сентябре — октябре 1939 года в этой должности участвовал в походе Красной армии в Западную Украину.
С декабря 1939 года командовал 14-м тяжелым бомбардировочным авиаполком. За катастрофу в полку в октябре 1940 года понижен в должности до помощника командира полка.
Член ВКП(б) с 1940 года.

### Великая Отечественная война
С началом войны майор Счётчиков в той же должности в ХВО.
С сентября 1941 года командовал 325-м тяжелым бомбардировочным авиаполком.
С июля 1942 года исполнял должность заместителя командира 45-й авиадивизии Дальнего Действия (ДД). Её части выполняли боевые задачи по нанесению ударов по важнейшим объектам в глубоком тылу врага и на главных направлениях действия войск фронтов (под Москвой, Ленинградом, Сталинградом).
С 3 июня 1943 года полковник Счётчиков вступил в командование 62-й авиадивизией ДД и участвовал с ней в Донбасской наступательной операции. За участие в освобождении Донбасса она получила наименование «Донбасская», а 18 сентября 1943 года была преобразована в 9-ю гвардейскую авиадивизию ДД. В дальнейшем успешно действовала в Ленинградско-Новгородской, Красносельско-Ропшинской и Крымской наступательных операциях.
С 26 апреля 1944 года генерал-майор авиации (с 05.11.44 г. генерал-лейтенант авиации) Счётчиков командовал 4-м гвардейским авиакорпусом ДД, который в декабре был переформирован в 4-й гвардейский бомбардировочный авиакорпус ДД в составе 18-й воздушной армии. Умело командовал частями корпуса в ходе Белорусской, Минской, Люблин-Брестской, Белостокской, Восточно-Померанской, Нижне-Силезской, Будапештской и Берлинской наступательных операций, при овладении городами Львов, Гомель, Будапешт, Бреслау, Данциг, Берлин. За особое отличие при освобождении города Гомель корпусу 27 мая 1944 года было присвоено почетное наименование «Гомельский».

### Послевоенная карьера
После войны генерал-лейтенант авиации Счётчиков продолжал командовать упомянутым корпусом. С июля 1948 года исполнял должность начальника Высшей лётно-тактической школы командиров частей Дальней Авиации. С августа 1949 года командовал 50-й воздушной армией дальней авиации. 
В 1954 году окончил Высшую военную академию им. К. Е. Ворошилова и был назначен командующим 43-й воздушной армией Дальней Авиации. С 1956 года был начальником штаба — 1-м заместителем командующего ВВС СКВО. С мая 1958 года — 1-м заместителем командующего Военно-транспортной авиацией ВВС. В октябре 1959 года прикомандирован к Главному управлению ГВФ при Совете Министров СССР.
С августа 1964 года, после образования Министерства гражданской авиации СССР, работал в должности первого заместителя министра гражданской авиации СССР, затем короткое время возглавлял ведущий отраслевой институт ГосНИИ ГА. 
В октябре 1971 года Счётчиков был уволен в отставку в звании генерал-полковник авиации.

### Смерть
Георгий Семёнович Счётчиков умер 9 октября 1977 года, он похоронен на Кунцевском кладбище.

## Награды

### СССР
- орден Ленина (06.04.1953[4])
- два ордена Красного Знамени (20.06.1942, 06.11.1947[4])
- орден Кутузова I степени (29.05.1945)
- два ордена Суворова II степени (18.09.1943, 17.04.1945)
- орден Отечественной войны I степени (13.06.1943)
- орден Красной Звезды (03.11.1944[4])
- орден «Знак Почёта» (25.05.1936)
- медали СССР, в том числе:
  - «За оборону Ленинграда»
  - «За оборону Москвы»
  - «За оборону Сталинграда»
  - «За оборону Кавказа»
  - «За победу над Германией в Великой Отечественной войне 1941—1945 гг.»
  - «За взятие Будапешта»
  - «За взятие Кёнигсберга»
  - «За взятие Берлина»
  - «Ветеран Вооружённых Сил СССР»

Приказы (благодарности) Верховного Главнокомандующего, в которых отмечен Счётчиков Г. С.
- За овладение штурмом крепостью и важнейшей военно-морской базой на Чёрном море городом Севастополь. 10 мая 1944 года № 111.
- За форсирование реки Друть севернее города Рогачев, прорыв сильной, глубоко эшелонированной обороны противника на фронте протяжением 30 километров и продвижение в глубину до 12 километров. 25 июня 1944 года № 118.
- За овладение штурмом столицей Советской Белоруссии городом Минск — важнейшим стратегическим узлом обороны немцев на западном направлении. 3 июля 1944 года № 128.
- За овладение областным центром Белоруссии городом и крепостью Брест (Брест-Литовск) — оперативно важным железнодорожным узлом и мощным укрепленным районом обороны немцев на варшавском направлении. 28 июля 1944 года № 157.
- За овладение центром Домбровского угольного района городом Катовице, городами Семяновиц, Крулевска Гута (Кенигсхютте), Миколув (Николаи), захват в немецкой Силезии крупного промышленного центра города Беутен, и полное очищение от противника Домбровского угольного района и южной части промышленного района немецкой Верхней Силезии. 28 января 1945 года № 261.
- За овладение столицей Венгрии городом Будапешт — стратегически важным узлом обороны немцев на путях к Вене. 13 февраля 1945 года. № 277.
- За овладение городами Секешфехервар, Мор, Зирез, Веспрем, Эньинг, и захват более 350 других населенных пунктов. 24 марта 1945 года. № 306.
- За овладение городом и крепостью Гданьск (Данциг) — важнейшим портом и первоклассной военно-морской базой немцев на Балтийском море. 30 марта 1945 года. № 319.
- За овладение штурмом крепостью и главным городом Восточной Пруссии Кенигсберг — стратегически важным узлом обороны немцев на Балтийском море. 9 апреля 1945 года. № 333.
- За овладение городами Франкфурт-на-Одере, Вандлитц, Ораниенбург, Биркенвердер, Геннигсдорф, Панков, Фридрихсфелъде, Карлсхорст, Кепеник и прорыв в столицу Германии Берлин. 23 апреля 1945 года. № 339.
- За овладение столицей Германии городом Берлин — центром немецкого империализма и очагом немецкой агрессии. 2 мая 1945 года. № 359.
- За овладение городом Свинемюнде — крупным портом и военно-морской базой немцев на Балтийском море. 5 мая 1945 года. № 362

### Иностранные награды
- Орден Партизанской звезды 1-й степени (Югославия) (1945)